# Lachine
Lachine [la.ʃin] ist eines von 19 Arrondissements der Stadt Montreal in der kanadischen Provinz Québec. Vor 2002 war es eine eigenständige Gemeinde. Im Jahr 2011 zählte der 17,7 km² große Stadtbezirk 41.616 Einwohner.

## Geographie
Lachine liegt im südwestlichen Teil der Île de Montréal, am Ausgangspunkt des Lachine-Kanals. Dieser wurde zur Umgehung der Lachine-Stromschnellen im Sankt-Lorenz-Strom errichtet.
Eigenständige Nachbargemeinden sind Dorval im Westen, Côte-Saint-Luc im Norden und Montréal-Ouest im Nordosten. Benachbarte Arrondissements der Stadt Montreal sind Saint-Laurent im Nordwesten, Le Sud-Ouest im Osten und La Salle im Südosten. Die südliche Begrenzung bildet der Lac Saint-Louis, ein Teil des Sankt-Lorenz-Stroms.

## Geschichte

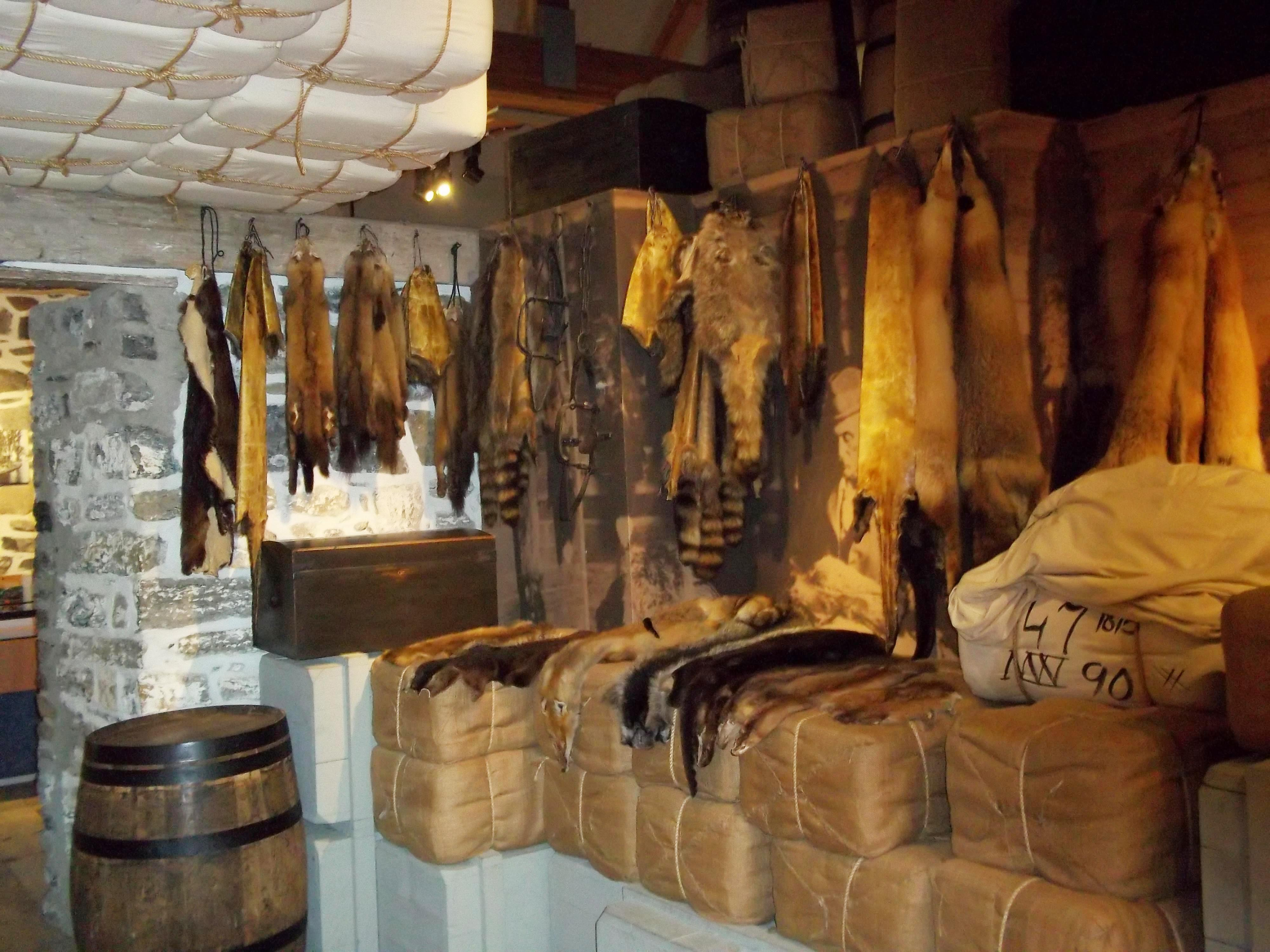
Pelzhandelsmuseum

Als erster Europäer sah Jacques Cartier 1535 die Stromschnellen. Samuel de Champlain erreichte sie 1603. Bei einer weiteren Reise beschrieb Champlain 1611 die Stromschnellen ausführlich.
Robert Cavelier de La Salle erhielt 1667 vom Sulpizianerorden die Grundherrschaft Côte-Saint-Sulpice zugesprochen. Die ersten französischen Kolonisten ließen sich hier 1669 nieder und errichteten eine Siedlung. Unter dem Eindruck von Berichten über ein großes Flusssystem, das angeblich in den Pazifik fließen und damit eine Verbindung nach Asien öffnen würde, verkaufte La Salle seinen Besitz und zog auf Entdeckungsreise. Der Ort erhielt daher den spöttischen Namen la Chine (China).
1689 ereignete sich zu Beginn des King William’s War das Lachine-Massaker. Im Mai jenes Jahres erklärten sich Frankreich und England gegenseitig den Krieg. Englische Kolonisten in New York überzeugten die mit ihnen verbündeten Mohawk, die meist unbefestigten französischen Siedlungen zu attackieren. In den frühen Morgenstunden des 5. August griffen 1500 Mohawks Lachine an. Von den 375 Einwohnern wurden mehrere Dutzend getötet oder verschleppt, fast alle Häuser brannten nieder.

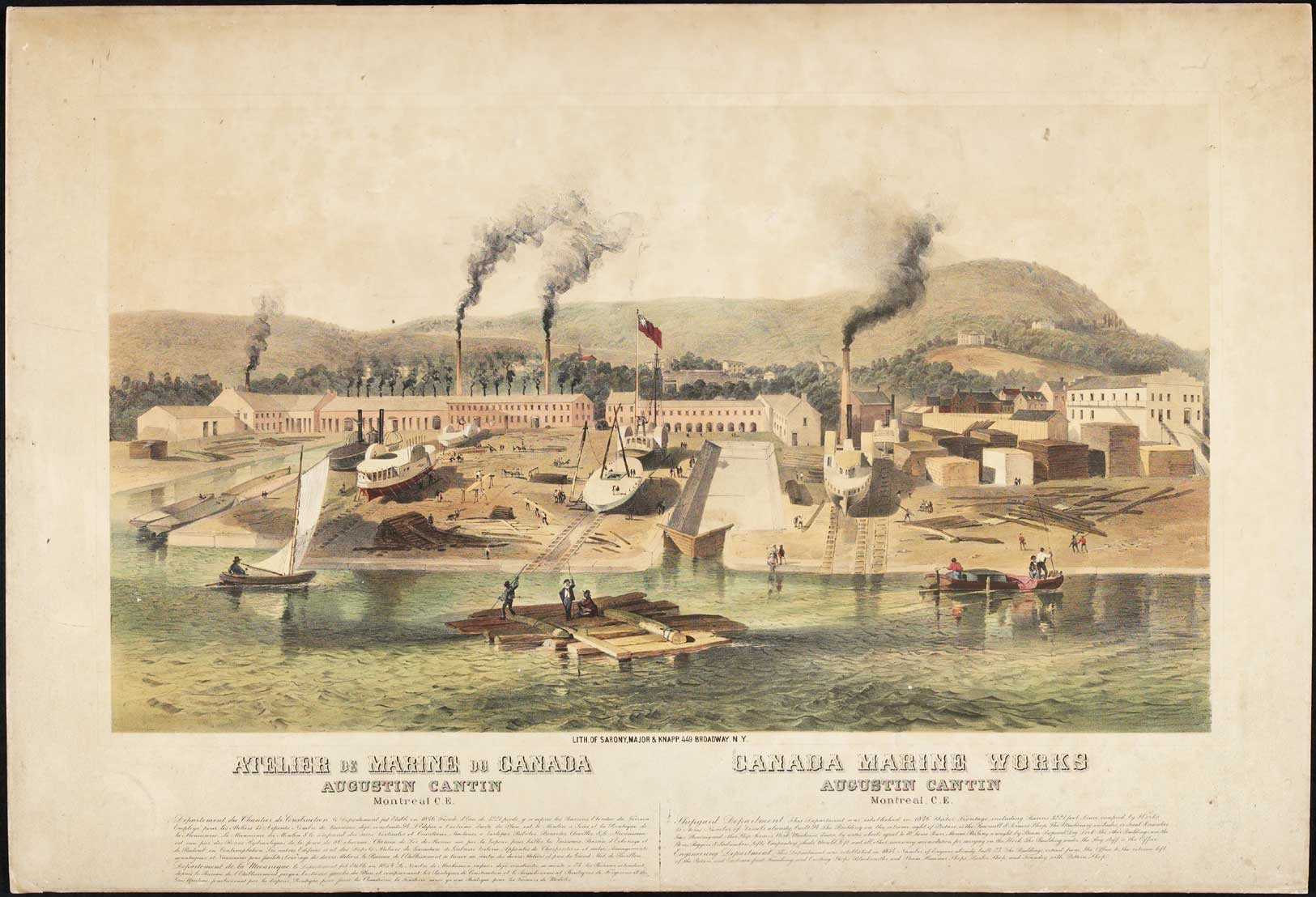
Fabriken am Lachine-Kanal, ca. 1875

Ab 1805 verband eine Straße Lachine mit Montreal. 1825 wurde der Lachine-Kanal eröffnet, der eine direkte Verbindung des Lac Saint-Louis mit dem Hafen von Montreal unter Umgehung der Stromschnellen ermöglichte. Damit war auch das Haupthindernis für Frachtschiffe zwischen dem Atlantik und den Großen Seen beseitigt. In der Folge siedelten sich zahlreiche Industriebetriebe an. Lachine erhielt 1847 Anschluss ans Eisenbahnnetz und den Status einer eigenständigen Gemeinde, die Grundherrschaft wurde sieben Jahre später aufgelöst. 1872 erlangte die Gemeinde die Stadtrechte.
Der Ersatz des Lachine-Kanals durch den 1959 eröffneten, weiter südlich verlaufenden Sankt-Lorenz-Seeweg hatte einen allmählichen Niedergang der Industrie zur Folge. 2002 wurde der Kanal für touristische Nutzung wiedereröffnet. Die Gemeinde Saint-Pierre, eine kleine Enklave, fusionierte im Jahr 2000 mit Lachine. 2002 fusionierte Lachine mit Montreal und bildet seither ein Arrondissement.

## Bevölkerung
Gemäß der Volkszählung 2011 zählte Lachine 41.616 Einwohner, was einer Bevölkerungsdichte von 2351 Einwohnern/km² entspricht. Von den Befragten gaben 58,2 % Französisch und 23,7 % Englisch als Muttersprache an. Weitere bedeutende Sprachen sind unter anderem Spanisch (2,4 %), Italienisch (2,1 %) und Chinesisch (1,5 %).

## Sehenswürdigkeiten

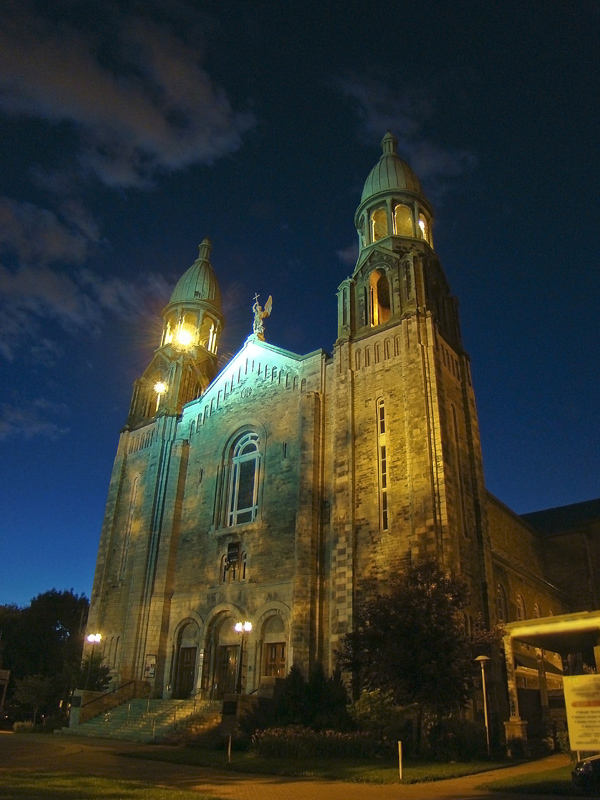
Kirche Saints-Anges Gardiens

- Kirche Saints-Anges Gardiens
- Musée de Lachine
- Lachine-Kanal
- Pelzhandelsmuseum

## Persönlichkeiten
- Dominique Ducharme (1840–1899), Pianist, Organist und Musikpädagoge
- Hormidas Laporte (1850–1934), Politiker
- Joseph-Élie Savaria (1886–1973), Organist und Musikpädagoge
- Auguste Descarries (1896–1958), Pianist, Organist, Musikpädagoge und Komponist
- Lilias Torrance Newton (1896–1980), Malerin und Kunstpädagogin
- Alan Mills (1912–1977), Sänger, Schauspieler und Autor
- Saul Bellow (1915–2005), Schriftsteller
- Alexander Gray (1929–1998), Sänger und Musikpädagoge
- Phil Goyette (* 1933), Eishockeyspieler
- Charlie Hodge (1933–2016), Eishockeyspieler
- Pierre Béluse (1935–2015), Perkussionist und Musikpädagoge
- Claude Champagne (* 1947), römisch-katholischer Bischof von Edmundston
- Jim Flaherty (1949–2014), Politiker
- Beverley Johnston (* 1957), Perkussionistin
- Tracy Wilson (* 1961), Eiskunstläuferin
- Daniel Turcotte (* 1962), Eisschnellläufer
- Gina Grain (* 1974), Radrennfahrerin
- Bruce Richardson (* 1977), Eishockeyspieler
- Geneviève Jeanson (* 1981), Radrennfahrerin
- Annie Martin (* 1981), Beachvolleyballspielerin
- Éric Faille (* 1989), Eishockeyspieler